# Ferial Salhi
Pour les articles homonymes, voir Salhi.
Ferial Nadira Salhi (arabe : فريال صالحي), née le 2 novembre 1967 à Annaba, est une escrimeuse algérienne pratiquant le fleuret.

## Biographie
Ferial Nadira Salhi remporte la médaille d'argent individuelle en fleuret aux championnats d'Afrique 1995 à Pretoria.
Elle participe au tournoi individuel de fleuret des Jeux olympiques d'été de 1996 à Atlanta mais est éliminée dès le premier tour.
Elle devient par la suite présidente de la Fédération algérienne d'escrime. Elle est élue au bureau exécutif de la Fédération internationale en décembre 2008 ; elle est réélue en 2012 pour un second mandat de quatre ans.